# Noël Vesper
 (juillet 2023).
Si vous disposez d'ouvrages ou d'articles de référence ou si vous connaissez des sites web de qualité traitant du thème abordé ici, merci de compléter l'article en donnant les références utiles à sa vérifiabilité et en les liant à la section « Notes et références ».
Noël Vesper, né Nougat le 25 décembre 1882 à Mérindol et mort le 21 août 1944 à Buoux est un pasteur protestant. Écrivain français d'extrême-droite, royaliste, monarchiste, il  est fusillé à la Libération avec son épouse Laure Nougat née Serre.

## Biographie

### Enfance
Noël Nougat est né à Mérindol le 25 décembre 1882, d’où son prénom. Il est issu d’une modeste famille vaudoise, ses parents, Théophile Nougat, coiffeur, et Augustine Serre son épouse, contribuèrent grandement à sa foi protestante. Noël est l’ainé de cinq enfants, tous nés dans le village de Mérindol.
En 1897, grâce à l’aide du pasteur Urbain de Robert-Labarthe, il entre au lycée et à l'école préparatoire de théologie de Tournon-sur-Rhône en Ardèche. Il suit les cours de cette école jusqu'en 1902. le poète Louis Pize fait partie de ses relations et amis. Cette amitié s'éteindra à la mort de Noël Vesper. Joseph Parnin, alors proviseur du lycée, fut pour lui un maître incomparable et resta son ami jusqu’à sa mort en 1935. Il poursuit ses études de théologie à la Faculté de théologie protestante de Montauban de 1902 à 1906. Il soutient en 1905 une thèse de baccalauréat en théologie sur les Exercices spirituels d'Ignace de Loyola.

### Ministère pastoral
En 1906, il est nommé pasteur de la paroisse de l'église réformée de Lourmarin et y reste jusqu'à sa mort en 1944. Il se marie en 1906 à Narbonne (Aude) avec Prisca, Anne, Charlotte De Robert-Labarthe née le 6 juillet 1879. De cette union naît une fille, Lucienne Nougat qui voit le jour en 1907 à Frontignan (Hérault).
Durant la Première Guerre mondiale, il est mobilisé et réformé, mais il se porte volontaire dans l’Armée d’Orient de mars 1915 à mars 1919. Il est brancardier dans un régiment d'infanterie et est envoyé en Grèce. C’est en 1917 qu’il rencontre pour la première fois Robert Laurent-Vibert et Georges Rémond, jeune professeur poète. C'est lors de son séjour dans l’armée d’Orient qu’il contracte le paludisme, maladie qui l'a contraint à moduler son énergie tout au long de sa vie.

### La restauration du Château de Lourmarin
Après guerre, il se retrouva veuf en 1920, sa femme décédant de la grippe espagnole. La même année, lorsque Robert Laurent-Vibert découvre le château de Lourmarin et décide de lui redonner vie, il s'associe aussitôt avec Noël Vesper dans son œuvre de restauration matérielle et spirituelle. Cette entreprise attira de nombreux auteurs comme Henri Bosco que Noël Vesper rencontre en 1922, et qui développèrent une profonde et durable amitié. Les correspondances entre les deux hommes de 1923 à 1941 seront un échange vivace des liens qui les unissaient, un même partage, une complicité, des opinions proches, la même vision d’un monde en perpétuel mutation, le même sentiment sur une guerre qui se profilait à l’horizon des années 1939.
En 1924, Noël Vesper épouse en deuxièmes noces à Marseille, Laure Joséphine Serre née le 8 février 1893 à La Roque-d’Anthéron (Bouches-du-Rhône), veuve de Paul Charles Perrottet, dont elle avait eu un fils qui décéda au combat en 1944. De leur union naît un fils en 1925 à Lourmarin, François Nougat décédé en 1998 à Toulon.
À la mort de son ami Robert Laurent-Vibert en 1925, à la suite d'un accident de voiture en revenant de Lyon, il prit la direction de la Fondation de Lourmarin Laurent-Vibert dont il était jusque-là secrétaire-trésorier. Noël Vesper était très proche des idées de Robert Laurent-Vibert, par l’orientation de sa pensée politique et il appartenait à ces protestants influencés par les idées d’Action française qui demeurèrent fidèles jusqu’au bout à Charles Maurras et sa doctrine.
Cofondateur des « Terrasses de Lourmarin » avec Robert Laurent-Vibert, il poursuit son œuvre, en accueillant des écrivains, penseurs, essayistes, philosophes, comme Louis Lafon, Pierre Hassan, Jules Bois, Louis Pize, Mathieu Varille et Jean Grenier avec lequel il se lie d'amitié et ils publient en commun un livre en 1930, Cum Apparueritit, Noël Vesper y incorporant des illustrations.
Tout en poursuivant son activité de pasteur sur les communes de Lourmarin, La Roque-d’Anthéron, Peypin-d’Aigues, Lauris et Pertuis, il publie à partir de 1930 un bulletin destiné à informer et à relier des paroissiens géographiquement très dispersés. Après quelques mois d'interruption en 1938-1939, les nouvelles locales paraissent désormais dans le cadre de « l'Union fraternelle de la presse protestante » sous le titre Les Vaudois du Luberon, le journal mensuel de l’église réformée évangélique de Lourmarin. Durant cette période prolifique en écriture et en relationnel, il se lie avec Roland Jeanneret, pasteur dans la région de Romans, son épouse étant une parente éloignée de Laure Nougat. Les deux hommes entretinrent une correspondance soutenue jusqu'à la fin de sa vie, des relations très fortes s'étant établies entre les deux familles.

### Sa vie littéraire et sa vie picturale

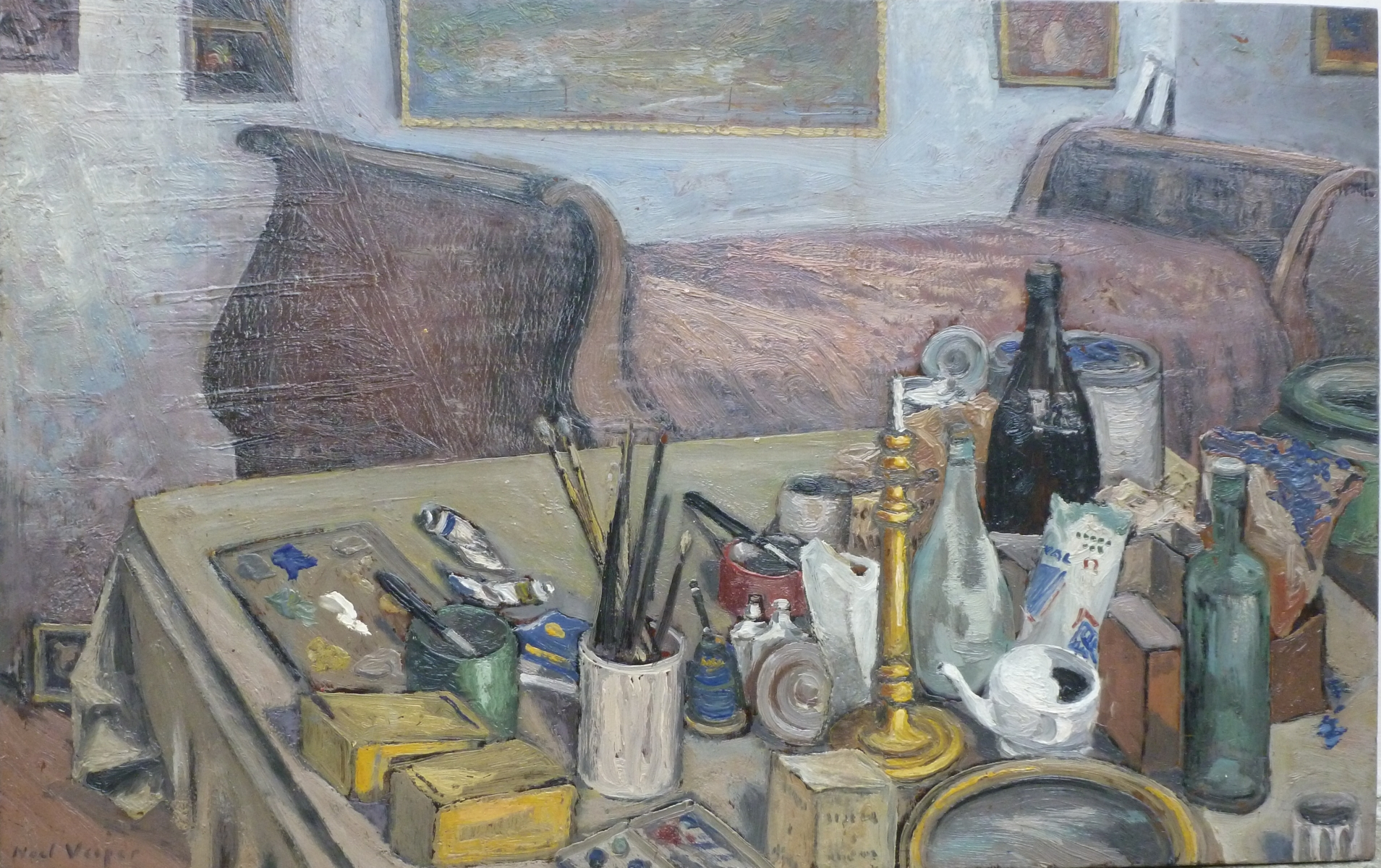

À l'obtention de son ministère pastoral en 1906 à Lourmarin, Noël Vesper se lance dans l'écriture qui sera prolifique tout au long  de sa vie.
Son premier ouvrage de poèmes Les Louanges sera récompensé par le prix Sully Prud'homme en 1910. Ce recueil est inédit et détenu par la société des poètes français.
Il s’attèle à l'écriture de son ouvrage majeur, l'anticipation à la morale du risque qui publiera en 1914, veille de la grande guerre. Cet ouvrage sera sa référence littéraire et lui ouvrira après la guerre de nombreuses portes pour la rédaction dans diverses revues. Cette reconnaissance littéraire l'incitera  à étendre ses écrits et à participer à de nombreuses conférences pour défendre sa conception de l'église, de la démocratie. Il s'associera aux mouvements de l'époque, sans toutefois en  prendre faits et causes dans leur totalité. Il sera très proche d'Action Française qui défendait la Nation Française, idée que Noël Vesper soutenait, c'était sa pensée viscérale.
En 1915, lors de son incorporation volontaire dans l'armée d'Orient à Salonique, il commencera sa vie picturale, en croquant de nombreuses esquisses au pastel. Il s'adonnera à l'aquarelle et la gouache. Il sera fécond en poésie, qui seront publiés dans les facettes de Léon Vérane.
A son retour de la guerre en 1919, malgré le paludisme qu'il a contracté, il prendra de nouvelles fonctions et obligations; la restauration du château de Lourmarin avec Laurent-Vibert et la création des terrasses de Lourmarin. Durant ses crises de paludisme qui l'obligent à restreindre ses activités littéraires, il peindra des paysages, des portraits et des natures mortes.
Son œuvre picturale comporte deux périodes; celle avant 1920 où les tableaux et esquisses sont signés N.N. La période après 1920 l'ensemble des peintures seront signées N. Vesper son patronyme littéraire.
La majeure partie de ses tableaux seront exposés lors des journées artistiques et littéraires au sein de la fondation de Lourmarin. Il fera également quelques expositions dans d'autres régions de France, elles seront peu nombreuses et épisodiques. Néanmoins, au travers de la lecture des archives familiales, on s'aperçoit que ses tableaux étaient connus au-delà de nos frontières
Beaucoup de ses œuvres seront offertes ou données à son cercle familial et amical. Lors du pillage de la maison de Noël Vesper en août 1944, des tableaux seront récupérés par un antiquaire de Lourmarin, qui revendra sans délicatesse ces tableaux au fil des années.Il se libérera de ce fardeau en 1985, en en faisant don à la Fondation de Lourmarin. Il sera inventorié mais jamais montré au grand public .
Il est à noter que la seule exposition post-mortem de Noël Vesper a eu lieu en janvier 1962, sous l'égide de son fils avec la complicité de madame Lisle, conservatrice du château.
En parallèle de son ministère, il continua à publier de nombreux ouvrages ( voir la liste en fin d'article).
Les parutions essentielles sont ;
. L’inquiétude démocratique (1922), une analyse de la situation politique de l'époque, au travers de sa pensée royaliste.
. L'intempérance théologique (1922)
. Les poètes (1925) recueil de poèmes publiés conjointement avec son ami Henri Bosco.
. Les Protestants, devant la patrie (1925) Essai sur l'emploi du sentiment religieux comme base d'autorité politique (du III' au XXe siècle). Préface de Paul Decoster.
. Protestantisme ou Démocratie (1929) Résume et sorte de vulgarisation des idées déjà exprimées dans les Protestants, La Patrie, L'Église. Opposition Protestantisme et Démocratie, mais pas avec représentation populaire. Textes de références et citations de théologiens protestants du XVIIe siècle.
. Pour Virgile (1930) De Virgile, de son héritage Provençal et Méditerranéen et de ses résonances Chrétiennes au travers d'analogies avec Saint Paul. Éloge de la pensée Méditerranéenne faite de réalisme et nourrie des modes de pensée Grec, Latin et Chrétien dont l'Occident est le juste héritier.
. L'Invention de l'Europe (1932) Une vision religieuse et politique de l'Europe.
Il participe activement à diverses revues, comme la Vie Nouvelle, il s'occupe de rubrique Littéraire en analysant les livres qu'il reçoit. Dans les tablettes d'Avignon et de Provence, revue touristique, il publie les manifestations qui se déroulent toute l'année sur Lourmarin. Dans la revue du Félibrige il publie des poèmes en langue d'Oc, langue qu'il maîtrise parfaitement. Dans la revue la Cigale Uzégeoise, il fait publier des poèmes, des articles théologiques qui attirent les lecteurs à grande majorité protestants. En 1935, il crée un bulletin local, Le Vaudois du Luberon, qui permet à ses fidèles de renouer leurs attaches familiales avec les Vaudois du Piemont. Ce bulletin d'information paraîtra jusqu'en 1944, à la libération le presbytère sera dévalisé, saccagé, la plupart de ces bulletins seront détruits.
La multitude de ses dons lui permet de remplir allègrement sa vie. Son talent est reconnu dans de nombreux pays, la Suisse, l'Italie, l'Allemagne, la Belgique, la Hollande.

## L'Association Sully
Noël Vesper fut un des animateurs de L'Association Sully ( groupe du Bas-Languedoc) qui regroupa du milieu des années 1920 à la fin des années 1930 les protestants d'Extrême droite proches de l’Action française qui demeurèrent fidèles jusqu’au bout à Charles Maurras et sa doctrine. Le mensuel Sully, qui paraîtra de 1942 à 1944, adoptera un ton très collaborationniste sous l'occupation, dû en grande partie aux chroniqueurs d'Action Française qui ont rejoint le nouveau bulletin Sully à partir de octobre 1942. Noël Vesper étant le rédacteur en chef, dont le local était rue des minimes à Aix-En-Provence, mais le siège et l'administration du journal était sur Montpellier.
L’écrivain Jacques Poujol dit de lui que sa pensée oscillait entre monarchisme et antisémitisme,.C'est une interprétation globalisée, basée sur des écrits de Sully de 1942 à 1944 uniquement. Elle ne représente en rien la pensée littéraire de Vesper, qui était il est vrai, monarchiste au sens divin du sens ( référence à l'histoire de France, les rois et la religion).
Les critiques théologiques contre la religion juive de Vesper n'ont rien à voir avec l'antisémitisme primaire. Il n’est en rien racial mais uniquement religieux. Simplement, il souligne fermement en quoi la religion du Christ marque sa différence avec le Judaïsme . Vesper ne fait que souligner les manquements du "peuple élu" envers les chrétiens, sur ses devoirs et ses droits de peuple élu choisi par Dieu, son égarement religieux entre le "vrai Israël" et "l'Israël charnel de Marmmon". Dans la plupart des écrits de Noël Vesper, concernant le " peuple élu" il ne fait que rappeler théologiquement son chemin à travers les siècles, ses dérives qui l'ont amené à se dissocier des fondements religieux pour lequel il fut choisi (l'épisode du veau d'or et l'adoration des idoles).
Dans le Bulletin Sully, reparu à partir d'octobre 1942, Noël Vesper entama une parution suivie des " lettres aux juifs" (10 lettres), qui furent considérées à l'époque comme antisémites. Mais à leur lecture, aujourd'hui, il est observé une critique théologique de la religion juive, Vesper parle de "péché juif" au même titre qu'il y aurait un « péché protestant, un péché chrétien, un péché français » .
Il faut savoir que, ce bulletin Sully n'était diffusé que sur abonnement, principalement des pasteurs, des notables, des intellectuels. À son apogée de publication le bulletin Sully avoisinait entre 2000 et 3000 tirages mensuels. Sully arrêtera sa publication en juillet/août 1944.
À la suite d'ennuis de santé de plus en plus éprouvants, Noël Vesper est mis à la retraite en décembre 1943, et est remplacé par un jeune suffragant, André Mercier, qui restera quelques années (1944/1945). Il poursuit néanmoins ses fonctions de pasteur en complément de celle de son remplaçant jusqu'à son décès en 1944.

## Les circonstances de sa mort
Noël Nougat et son épouse ont été fusillés à la Libération à Buoux, commune du Luberon. Les circonstances exactes de cette exécution sont controversées.
La chronologie des faits serait la suivante : le village de Lourmarin est libéré le 19 août 1944 ; le 21 août 1944, vers les 18 heures quelques "maquisards" se présentent au domicile des époux Nougat, ils demandent à Laure Nougat de les suivre, c'est elle qui est visée. Le pasteur Noël Nougat, dit Vesper, demande à accompagner sa femme. Ils furent dirigés vers le site de la Roche d'Espeil, carrières situées à Buoux où se trouve un camp de FTP dirigé par le commandant "Raphaël", Alphonse Dumay de son véritable nom.
L'ensemble du village fut mis au courant de cette arrestation, la foule scandait au pied de leur demeure : "c'est la fête au village". Cette phrase fut, à l'origine, d'après la rumeur populaire, prononcée par Laure Nougat dans une boucherie du village,
Rappel des faits : Le 21 juin 1944, la milice investit le village, des personnes sont interrogées à la mairie. À la boucherie Chauvin, des clientes discutent de ces arrestations, Laure Nougat, participe à la conversation, elle répond à une question par : "C'est un fait au village", en parlant de la venue de la milice. Cette phrase a été transformée par les villageois en " C'est la fête au village", et a servi de prétexte à son arrestation et sa condamnation.
Un fait important; lors du jugement sommaire faits par les maquisards, il n'est retenu aucun grief contre Noël Vesper, il est libre. Par contre sa femme est condamnée, par amour et solidarité conjugale il reste avec sa femme, il partagera son sort. Les maquisards feront creuser leurs tombes aux victimes (14), ils seront exécutés sans sommations, enfouis dans des fosses peu profondes, laissant apparaître parfois les corps. Les fosses seront gardées pendant plusieurs mois par les maquisards.
Selon les uns, c'est un acte de représailles de la Résistance à la suite de la mort de patriotes torturés et fusillés par les allemands à Apt. C'est la rumeur publique persistante qui a longtemps eu cours à Lourmarin.
Selon les autres, les recherches actuelles indiquent qu'il s’agit d’une exécution sommaire et sans jugement de 14 personnes (8 français et 6 allemands), accomplie sans l'approbation de la Résistance. Le fait que le maquis ait été communiste a pu constituer un contexte favorable à l'exécution hâtive de ce ménage pastoral réputé pour ses convictions d'extrême-droite. Il est a noter que seul le maquis de la Roche d'Espeil a refusé de rendre ses prisonniers allemands suivant la directive de l'état-major FFI d'août 1944.
Il est noté que sa date de décès officielle est du 5 février 1945, date de la découverte des corps, prononcée par le tribunal administratif d'Avignon. il en est de même pour sa femme Laure.
En septembre 1944, le fils de Noël Vesper, François dont son régiment avait rejoint la résistance en juin 1944, obtient une permission pour retourner à Lourmarin annoncer la mort  à ses parents, de son frère Jean Perrottet, tué aux combats le 11 septembre 1944 à Buissières-les Balmont. Il apprendra que ceux-ci ont été arrêtés et exécutés en août 1944. Il restera et participera à la recherche des corps avec le pasteur Valette, le pasteur Mercier.
La position de l'église réformée de France n'a jamais été très précise sur cette affaire et elle ne l'est pas encore aujourd'hui. Il faut dire avec certitudes que « cette affaire » arrangeait bien l'Église réformée de France, elle lui permettait de se dissocier de l'un de ses pasteurs les plus controversés.[non neutre] En 1941, Noël Vesper et Marc Boegner luttaient pour le poste de conseiller national de l'Église Réformée de France. Marc Boegner reçut la médaille de la Francisque décerné par le maréchal Pétain et le poste de conseiller national lui fut attribué.

## Sources
. Archives personnelles de la famille, composées de : Photos, documents, lettres personnelles, et lettres officielles de recherches .
. Mémoire de Noël Vesper, l’écriture assassinée du Luberon 2011, J.M Sanchez, 280 pages, inédit, transmis uniquement à quelques chercheurs.
. Archives personnelles de Georges-André-Pons, colloque de la SHPF de 1992.
. Archives de la revue Lou Prouvenço  dirigée Jean Claude Roux, et enquête de 2003 sur la mort de Noël Vesper.
. Archives personnelles du pasteur Roland Jeanneret.
. Archives départementales du Vaucluse.
. Archives du S.H.D Vincennes.
. Archives personnelles de J.M. Sanchez, composées de témoignages écrits, oraux, livres de Vesper et de nombreux documents remis à l'auteur.
. Archives des FTP, rapports militaires, comptes rendus, procès-verbaux du combat de Coustellet (19 août 1944)
. Archives de Foi et Vie, revue protestante.
. Archives du groupe Sully, Bas Languedoc, Montpellier.
. Archives de la Vie Nouvelle, totalité des fascicules de 1926 à 1940.
. Archives d'Action Française.

## Œuvres
- Les exercices spirituels d'Ignace de Loyola, thèse faite en 1905.
- Les louanges, prix Sully Prud'homme en 1910, inédit à ce jour
- L'Anticipation à une morale du risque, essai sur la malléabilité, édition Perrin, 1914. C'est son œuvre maîtresse
- Le sens et l'esprit de la terre, les Terrasses de Lourmarin, 1920
- L'inquiétude démocratique, les Terrasses de Lourmarin 1922
- L'intempérance théologique, les Terrasses de Lourmarin, 1922
- L'impasse métaphysique, les Terrasses de Lourmarin, 1923
- La barque des Saintes, Les Terrasses de Lourmarin, 1923
- les poètes, les Terrasses de Lourmarin, conjointement avec Henri Bosco, 1925
- Les protestants devant la patrie, Littéraire de France, 1925
- Christianisme ou Démocratie, conférence, Ordre et tradition, 1927
- Les Protestants - La Patrie - L'église : confession d'un huguenot de France à l'orée du XXe siècle, éd. Librairie académique Perrin, Paris, 1928
- Perspectives, Politiques, Poètes et Philosophes, Édition Victor et Attinger, 1929
- Protestantisme ou Démocratie, Les éditions protestantes, 1929
- Pour Virgile, les terrasses de Lourmarin, 1929
- La psychologie de l'absolu, vol XX, les terrasses de Lourmarin, 1930
- Invention de l'Europe, vol. XXVII, éd. Les Terrasses de Lourmarin, 1932
- Figures de la voie sacrée, Éditions librairie de France, 1932
- Légitimé de la réforme, édition revue Église et Eturgie, 1934
- Le coup de dé, les Terrasses de Lourmarin, 1941

## Œuvres non publiées
Les manuscrits cités existent, ils sont détenus pour la plupart par la famille
- Les nations seront jugées (1927), objet de plusieurs articles de publication dans la presse
- Orphée chez les bêtes (1928), essai et roman
- L'antéchrist, (1940)
- Poèmes pour la patrie (1936-1938), éditeur choisi Crès, mais pas de publication
- L'Ostie et le calice, pièce de théâtre en 3 actes (1935-1938)
- Les rivages mystiques (1930), essai et roman, devait être publié, mais l'éditeur s'est rétracté.